# 烏克蘭第3方面軍
烏克蘭第3方面軍（俄语：3-й Украинский фронт）是蘇聯紅軍於第二次世界大戰中組建的一支方面軍，主要用於烏克蘭、羅馬尼亞、保加利亞、南斯拉夫、匈牙利、奧地利方面戰事。

## 歷史
烏克蘭第3方面軍根據1943年10月16日最高統帥部命令成立於1943年10月20日，是為發動收復烏克蘭的攻勢、越過第聶伯河而準備的四個方面軍之一，以西南方面軍更名而來。1943年10月至11月，實施下第聶伯河攻勢。1944年9月8日，烏克蘭第3方面軍進入保加利亞，並在月底解放該國。1944年9月28日至10月20日，烏克蘭第3方面軍與南斯拉夫人民解放軍、「保加利亞祖國陣線」的軍隊共同實施了貝爾格勒攻勢，解放南斯拉夫與塞爾維亞首都貝爾格勒。
1944年10月至1945年2月，烏克蘭第3方面軍部份兵力參與布達佩斯圍城戰，越過多瑙河，並在其右岸佔領了一個橋頭堡。3月，德軍發動巴拉頓湖戰役，但烏克蘭第3方面軍便抵擋住其進攻，之後又與烏克蘭第2方面軍發動維也納攻勢，攻佔奧地利東部和維也納。
最後一次實施的大規模進攻行動為格拉茨-阿姆施泰滕進攻戰役，解放奧地利西部和中部大片地區，期間5月8日至10日方面軍前線部隊與英美軍隊會師。此後至5月24日為止，烏克蘭第3方面軍繼續在包圍、掃蕩德軍殘部。
1945年6月15日，烏克蘭第3方面軍根據1945年5月29日最高統帥部指令予以解散，並以此為基礎組成南方集群。

## 人事
- 資料來源：[2]

### 司令員
- 羅季翁·雅科夫列維奇·馬利諾夫斯基大將：自1943年10月擔任至1944年5月
- 費奧多爾·伊萬諾維奇·托爾布欣大將：自1944年5月擔任至1945年6月

### 軍事委員會委員
- 阿列克謝·謝爾蓋耶維奇·熱爾托夫（俄语：Желтов, Алексей Сергеевич）中將：自1943年10月擔任至1945年6月

### 參謀長
- 費奧多西·康斯坦丁諾維奇·科爾熱涅維奇（俄语：Корженевич, Феодосий Константинович）中將：自1943年10月擔任至1944年5月
- 謝爾蓋·謝苗諾維奇·比留佐夫中將：自1944年5月擔任至10月10日
- 謝苗·帕夫洛維奇·伊萬諾夫（俄语：Иванов, Семён Павлович (генерал)）中將：自1944年10月擔任至戰爭結束

## 戰鬥序列
| 1944年1月1日 - 近衛第8軍團 - 第6軍團 - 第46軍團 - 第17航空軍團 |

| 1944年4月1日 - 近衛第8軍團 - 突擊第5軍團 - 第6軍團 - 第37軍團 - 第46軍團 - 第57軍團 - 第17航空軍團 |

| 1944年7月1日 - 突擊第5軍團 - 第6軍團 - 第37軍團 - 第46軍團 - 第57軍團 - 第17航空軍團 |

| 1944年10月1日 - 第37軍團 - 第57軍團 - 第17航空軍團 |

| 1945年1月1日 - 近衛第4軍團 - 第46軍團 - 第57軍團 - 維特魯克少將航空集群 - 第17航空軍團 |

| 1945年4月1日 - 近衛第4軍團 - 近衛第6軍團 - 近衛第9軍團 - 第26軍團 - 第27軍團 - 第57軍團 - 第17航空軍團 - 維特魯克少將航空集群 - 保加利亞第1軍團 |

## 註腳
1. ↑  Хохлов
2. ↑  samsv